# Aco Jonovski
Aco (ou Ace) Jonovski, (en macédonien : Ацо Јоновски) né le 29 décembre 1980 à Struga, est un joueur international macédonien de handball évoluant au poste d'arrière gauche.

## Palmarès

### En club
- Vainqueur du Championnat de Bosnie-Herzégovine (3) : 2008, 2009, 2010
- Vainqueur de la Coupe de Bosnie-Herzégovine (3) : 2008, 2009, 2010
- Vainqueur du Championnat de Macédoine (3) : 2011, 2012, 2014
- Vainqueur de la Coupe de Macédoine (2) : 2011, 2013

### En équipe nationale
- 5e place au Championnat d'Europe 2012
- 10e place au Championnat d'Europe 2014
- 9e place au Championnat du monde 2015
- 11e place au Championnat d'Europe 2016
- 11e place au Championnat d'Europe 2018

## Galerie

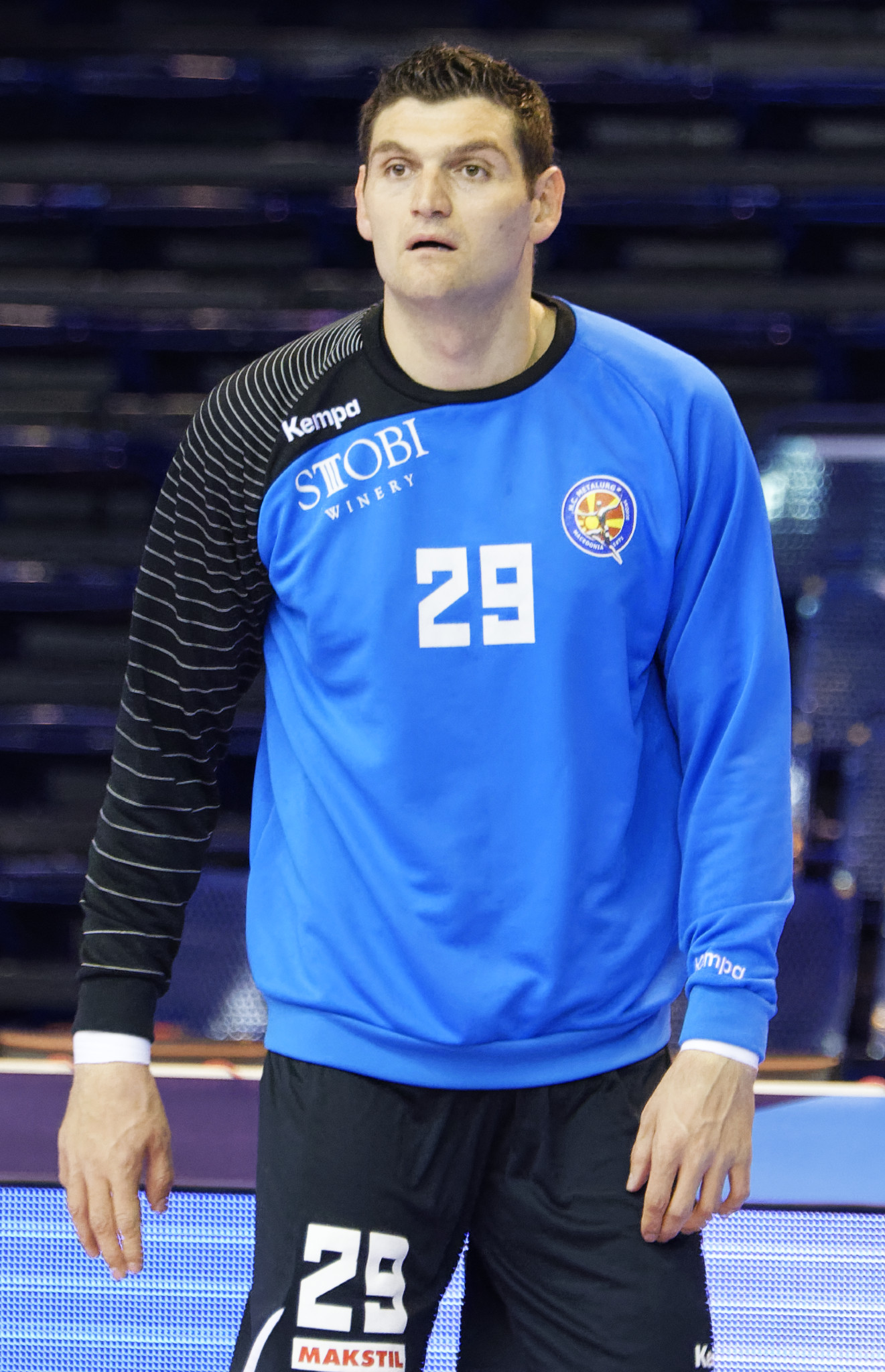
En 2014 avec le Metalurg Skopje.
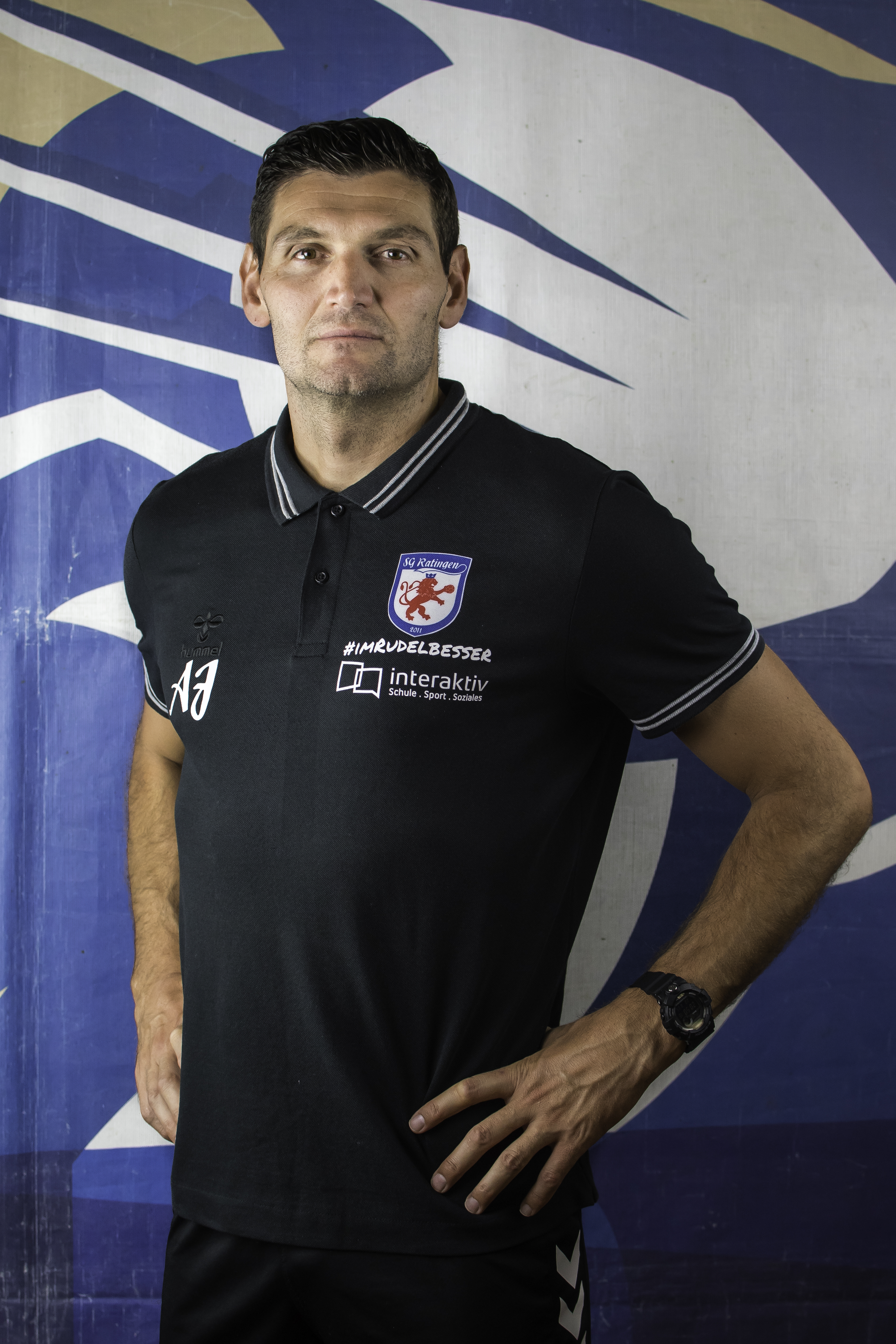
En 2020 avec le SG Ratingen 2011.